# Massif de l'Aldan
Pour les articles homonymes, voir Aldan.

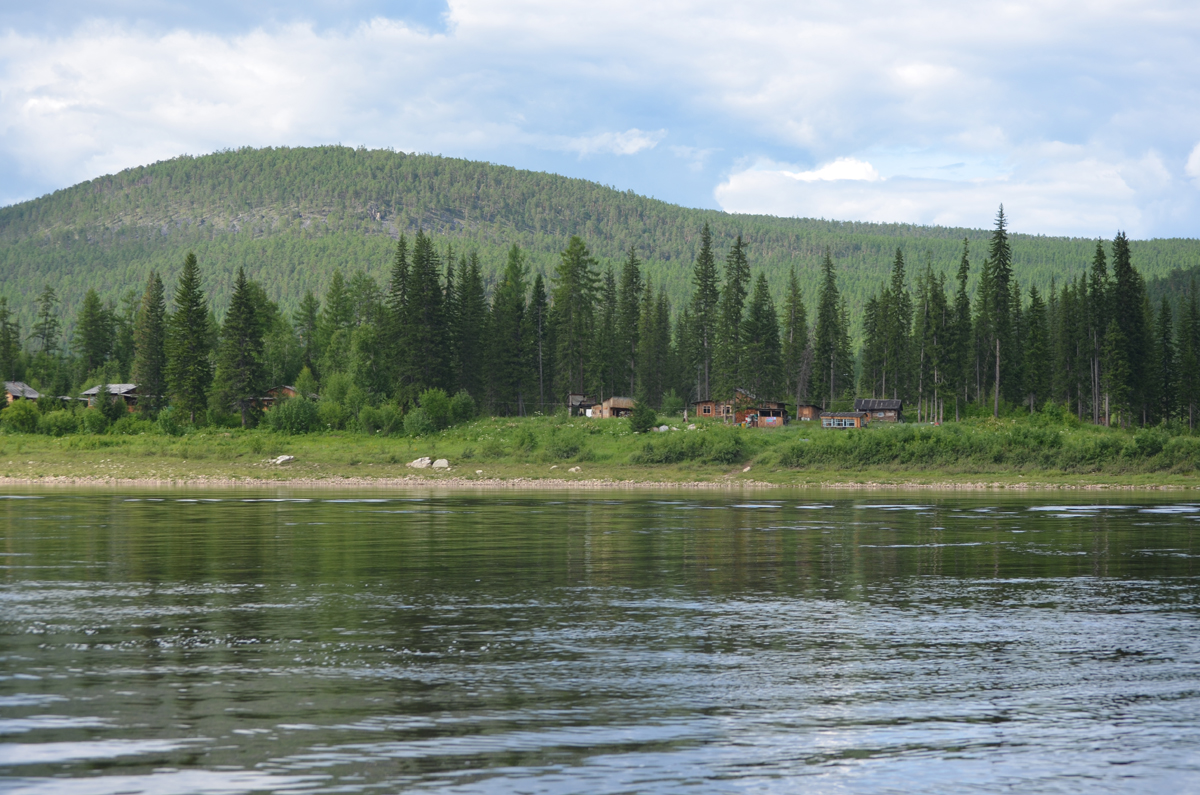

Le massif de l'Aldan ou plateau de l'Aldan (en russe : Алданское нагорье) est un ensemble de reliefs d'une hauteur moyenne comprise entre 800 et 1 000 mètres situé en Sibérie orientale (Russie). Le massif de l'Aldan est situé au sud-est du territoire de la république de Sakha.
Le massif est délimité au nord par la rivière Aldan, au sud-ouest, sud et sud-est par les monts Stanovoï, à l'ouest par le cours de l'Olekma et à l'est par le cours de l'Outchour, au sud-est par le cours du Gonam. Les monts Aldan-Outchour forment sa bordure nord-est.  
Le massif de l'Aldan comporte quelques sommets de plus de 2 000 mètres qui culminent à 2 306 mètres. Il est composé de gneiss et de schistes cristallins du bouclier archéen et précambrien. Les roches remonteraient à 2,5 milliards d'années.
La taïga composée de mélèzes, qui domine les paysages, cède la place à la toundra au-dessus de 1 300 mètres.
Le massif de l'Aldan est pratiquement inhabité. Quelques agglomérations ont été créées à la fin du XIXe et au début du XXe siècle à la suite de la mise en exploitation de riches gisements de minerais : (or, charbon, mica, cuivre, fer). Ces villes sont Aldan (or, mica, uranium, terres rares), Nerioungri (charbon), Tchoulman (charbon, mica). La rivière Timpton, qui prend sa source et traverse le massif, doit recevoir d'importants aménagements hydroélectriques.
Une ligne ferroviaire, la Magistrale Amour-Iakoutie, traverse le massif depuis quelques années. Cette ligne est utilisée pour évacuer le charbon extrait autour de Nerioungri et doit à terme (2012) relier la capitale régionale Iakoutsk au réseau ferroviaire russe.